# Herøy (Nordland)
65°59′5″N 12°17′44″Ø / 65.98472°N 12.29556°Ø
Herøy er en økommune i landskapet Helgeland i Nordland. De største øer i kommunen er Nord-Herøy, Sør- Herøy, Tenna, Øksningan, Staulen og Seløy. Disse er knyttet sammen med broer. Kommunen er omgivet af hav i alle retninger, men grænser i nordøst til Dønna, i sydøst til Alstahaug, i sydvest til Vega. Kommunen har færgeforbindelse til Sandnessjøen og broforbindelse til Dønna.
Digteren og præsten Petter Dass (1647-1707), er født i Herøy.